# Anna Brüggemann
Pour les articles homonymes, voir Brüggemann.
Anna Brüggemann, née le 24 mars 1981 à Munich (Allemagne de l'Ouest), est une actrice, scénariste et écrivaine allemande.

## Biographie
Elle grandit en Afrique du Sud. Elle débute à la télévision à l’âge de 15 ans. Elle poursuit sa carrière d'actrice à la fois au cinéma et à la télévision. Elle écrit aussi des scénarios pour son frère Dietrich.
En 2017 elle est membre du jury du 52e Festival international du film de Karlovy Vary.
En 2021, elle publie son premier roman Trennungsroman.

## Filmographie partielle
- 1996 : Virus X (TV)
- 1998 : Else
- 1999 : Anatomie (Anatomie)
- 1999 : Einer geht noch
- 2001 : Ice Planet
- 2001 : 100 Pro
- 2002 : Ein Dorf sucht seinen Mörder
- 2002 : Die Dickköpfe
- 2003 : Baal
- 2003 : Mitfahrer – Jede Begegnung ist eine Chance
- 2003 : Course meurtrière (Berlin – Eine Stadt sucht den Mörder) (TV)
- 2003 : Tatort – "Versprochen" (TV)
- 2004 : Tatort – "Vorstadtballade" (TV)
- 2004 : Tatort – Gefährliches Schweigen (TV)
- 2004 : Kleinruppin forever
- 2004 : Süss oder Woycek und das Polaroid
- 2004 : Der Mörder meines Vaters
- 2004 : Komm, wir träumen!
- 2004 : Schatten
- 2005 : Polizeiruf 110 – Resturlaub
- 2005 : Oktoberfest
- 2005 : Stages
- 2005 : Katja kann fast alles
- 2006 : Wilsberg – "Falsches Spiel" (TV)
- 2006 : Neun Szenen (+ scénario)
- 2006 : Tatort - "Das Ende des Schweigens" (TV)
- 2007 : Le Renard (Der Alte) – "Doppelspiel" (TV)
- 2008 : Berlin am Meer
- 2008 : Tatort – "Tod einer Heuschrecke" (TV)
- 2008 : Sacha, mon amour (Der russische Geliebte) (TV)
- 2008 : Bergfest
- 2008 : Warten auf Angelina
- 2009 : Le Renard (Der Alte) – "Du darfst nicht mehr leben" (TV)
- 2009 : Die Drachen besiegen
- 2009 : Vers la fin de l'été (Mitte Ende August)
- 2010 : Cours, si tu peux (Renn, wenn Du kannst) (+ scénario)
- 2010 : Utta Danella : Eine Nonne zum Verlieben
- 2010 : Ein Praktikant fürs Leben
- 2011 : Sommer der Gaukler
- 2011 : Cendrillon (Aschenputtel) (TV)
- 2012 : Trois pièces, cuisine, bains (3 Zimmer/Küche/Bad) (TV)    (+ scénario)
- 2013 : Kommissarin Lucas – Lovergirl
- 2014 : Nichts für Feiglinge
- 2014 : Chemin de croix (Kreuzweg) (+ scénario)[3]
- 2019 : Als Hitler das rosa Kaninchen stahl
- 2021 : Nö (de) (+scénario)[4]

## Récompenses
- Berlinale 2014 : Ours d'argent du meilleur scénario pour Stations of the Cross